# Miho Nakayama Complete DVD BOX
『Miho Nakayama Complete DVD BOX』（ミホ・ナカヤマ コンプリート・ディーブイディー・ボックス）は、中山美穂の全映像作品を収納した10枚組DVD-BOX。2003年7月24日にキングレコードからリリースされた。

## 解説
- 中山が過去に発売した全映像作品15タイトルを初DVD化した。スペシャルBOX仕様の初回限定生産であった。
- 『Miho Nakayama Concert Tour '95 f』のVHS及びLDに収録されていた「HERO」は、版権の問題で本作ではカットされている。
- 特典として「中山美穂オリジナルクリップ」が封入された他、特典ディスクには2002年4月にヨーロッパで撮影された「Camino de Flamenco アンダルシアに続く道」が収録されている。

## 収納作品
1. na・ma・i・ki
VIRGIN FLIGHT '86 MIHO NAKAYAMA FIRST CONCERT
2. CATCH ME MIHO NAKAYAMA LIVE '88
心の夜明け L'Aube de mon cœur
3. WHUU!! NATURAL Live at Budokan '89
美・ファンタジー／中山美穂おしゃれのすべて
LOVE SUPREME Miho Nakayama Selection '90
4. Destiny
MIHO NAKAYAMA CONCERT TOUR '91 MIHO THE FUTURE, MIHO THE NATURE
Mellow
5. LIVE IN "Mellow" MIHO NAKAYAMA CONCERT TOUR '92
6. MIHO NAKAYAMA CONCERT TOUR '93 On My Mind
7. Miho Nakayama Concert Tour '95 f
  - 「HERO」はカットされている。
8. Miho Nakayama Concert Tour '96 Sound of Lip
9. MIHO NAKAYAMA TOUR '98 Live・O・Live
10. 〔特典ディスク〕 Camino de Flamenco アンダルシアに続く道
  - 最新ヨーロッパ秘蔵映像、2002年4月撮影